# Bodemkaardertje
Het bodemkaardertje (Argenna subnigra) is een spinnensoort uit de familie van de kaardertjes (Dictynidae). De wetenschappelijke naam van de soort werd, als Drassus subniger, in 1861 gepubliceerd door Octavius Pickard-Cambridge. De soort komt voor in Europa, de Kaukasus, Iran en China.